# Hondón de las Nieves
Hondón de las Nieves (hiszp. wym. [onˈdon de laz ˈnjeβes]), el Fondó de les Neus (kat. wym. [el fonˈdo ðe lez ˈnɛws]) – gmina w Hiszpanii, w prowincji Alicante, Walencja.
Powierzchnia gminy wynosi 68,85 km². W 2018 gminę zamieszkiwało 2474 mieszkańców.